# Конвой Трук – Сайпан (22.05.43 – 25.05.43)
Конвой Трук — Сайпан (22.05.43 — 25.05.43) — японський конвой часів Другої світової війни, проведення якого відбувалось у травні 1943-го.
Вихідним пунктом конвою був атол Трук у центральній частині Каролінських островів, де ще до війни створили головну базу японського ВМФ у Океанії. Пунктом призначення став острів Сайпан, де була головна японська база в Маріанському архіпелазі.
До складу конвою, що рушив з бази 22 травня 1943-го, увійшли транспорти «Акібасан-Мару» і «Наньо-Мару №1» (Nanyo Maru No. 1). Хоча на підходах до Труку традиційно діяли американські підводні човни, конвой не мав постійного ескорту. Втім, на останній ділянці маршруту до транспортів все-таки приєднався переобладнаний канонерський човен «Шоєй-Мару» (3580 GRT), який до 24 травня ескортував зустрічний конвой №3516 (Йокосука — Трук).
У підсумку перехід пройшов вдало і 25 травня 1943-го транспорти прибули на Сайпан. «Шоєй-Мару» невдовзі рушив далі й уже 26 травня за три десятки кілометрів на північний захід від острова Рота був потоплений американським підводним човном USS Whale.